# WTA de Singapura
O WTA de Singapura – Singapore Tennis Open, atualmente – é um torneio de tênis profissionais feminino, de nível WTA 250.
Realizado em Singapura, estreou em 1986, teve dois hiatos e retornou em 2025. Os jogos são disputados em quadras duras cobertas durante os meses de janeiro e fevereiro.

## Finais

### Simples
| Ano                                     | Campeã           | Vice-campeã      | Resultado      |
| --------------------------------------- | ---------------- | ---------------- | -------------- |
| 2025                                    | Elise Mertens    | Ann Li           | 6–1, 6–4       |
| Torneio não realizado entre 2024 e 1995 |                  |                  |                |
| 1994                                    | Kazuko Sawamatsu | Florencia Labat  | 7–5, 7–5       |
| Torneio não realizado entre 1993 e 1991 |                  |                  |                |
| 1990                                    | Kazuko Sawamatsu | Sarah Loosermore | 7–65, 3–6, 6–4 |
| 1989                                    | Belinda Cordwell | Akiko Kijimuta   | 6–1, 6–0       |
| 1988                                    | Monique Javer    | Leila Meskhi     | 7–6, 6–3       |
| 1987                                    | Anne Minter      | Barbara Gerken   | 6–4, 6–1       |
| 1986                                    | Gigi Fernández   | Mercedes Paz     | 6–4, 2–6, 6–4  |

### Duplas
| Ano                                     | Campeãs                               | Vice-campeãs                      | Resultado      |
| --------------------------------------- | ------------------------------------- | --------------------------------- | -------------- |
| 2025                                    | Desirae Krawczyk Giuliana Olmos       | Wang Xinyu Zheng Saisai           | 7–5, 6–0       |
| Torneio não realizado entre 2024 e 1995 |                                       |                                   |                |
| 1994                                    | Patty Fendick Meredith McGrath        | Nicole Arendt Kristine Radford    | 6–4, 6–1       |
| Torneio não realizado entre 1993 e 1991 |                                       |                                   |                |
| 1990                                    | Jo Durie Jill Hetherington            | Pascale Paradis Catherine Suire   | 6–4, 6–1       |
| 1989                                    | Belinda Cordwell Elizabeth Smylie     | Ann Henricksson Beth Herr         | 66–7, 6–2, 6–1 |
| 1988                                    | Natalia Bykova Natalia Medvedeva      | Leila Meskhi Svetlana Parkhomenko | 7–6, 6–3       |
| 1987                                    | Anna-Maria Fernandez Julie Richardson | Barbara Gerken Heather Ludloff    | 6–1, 6–4       |
| 1986                                    | Anna-Maria Fernandez Julie Richardson | Sandy Collins Sharon Walsh-Pete   | 6–3, 6–2       |